# Bachhafte
Die Bachhafte (Osmylidae) sind eine Familie der Netzflügler (Neuroptera), die mit Ausnahme von Nordamerika weltweit verbreitet ist. Sie umfasst etwa 160 Arten, in Europa ist nur eine Gattung mit drei Arten heimisch. 
Sie sind vermutlich nahe mit den Florfliegen (Chrysopidae) verwandt.  

## Merkmale
Bachhafte erreichen eine Vorderflügellänge von 15 bis 30 Millimetern. Sie haben große Flügel, deren Aderung eine netzartige Struktur bildet. Bei den europäischen Arten sind die Flügel gefleckt. Die fadenförmigen Fühler der Tiere sind relativ kurz. Neben den Facettenaugen besitzen die Tiere auch drei Punktaugen (Ocelli). Genauso wie die Florfliegen haben auch die Bachhafte Drüsen auf dem Prothorax, mit denen sie einen übel riechenden Geruch aussenden können. 
Die Larven haben einen langen und schmalen Körper und als Mundwerkzeuge lange, fadenförmige Saugröhren, die leicht nach außen gebogen sind. Am Hinterleibsende tragen sie zwei ausstülpbare Fortsätze, auf denen Häkchen sitzen. Mit diesen können sie sich sowohl fortbewegen als auch Beute ergreifen.

## Lebensweise
Die Imagines sind tag- oder dämmerungsaktiv. Sie können nur schlecht fliegen und leben überwiegend räuberisch, fressen aber auch Pollen. Die Weibchen legen ihre Eier zum Teil in der Nähe von Gewässern ab.
Die Larven der europäischen Arten leben räuberisch im Uferbereich von Gewässern und leben zum Teil im Wasser, zum Teil an Land.  

## Systematik (Europa)
- Osmylus
  - Osmylus elegantissimus Kozhantshikov, 1951
  - Europäischer Bachhaft (Osmylus fulvicephalus) (Scopoli, 1763)
  - Osmylus multiguttatus McLachlan, 1870